# Рудолф Добријевић
Рудолф Добријевић (27. јануар 1906. Пула, Аустроугарска — 29. мај 1991. Ријека, СФРЈ) је бивши југословенски фудбалер.
Пре Другог светског рата је радио као шофер у шпанском конзулату у Ријеци и био је ожењен Шпанкињом. У првенству 1929. наступао је у дресу Југославије. Играо је на позицији десне полутке, где је делио минутажу са Стојаном Поповићем. Према потреби, играо је и на позицији десног крила. За Југославију је наступао током две сезоне, али је након теже повреде престао са активним бављењем фудбалом.
На три утакмице је носио дрес градске селекције Београда, а једанпут је наступио и за репрезентацију. Свој први и једини наступ је забележио 15. јуна 1930. у пријатељској утакмици против Бугарске (2-2) у Софији.